# Apparitions mariales de Louda
Les apparitions mariales de Louda ou les apparitions mariales de Yagma désignent des événements survenus au Burkina Faso, en différents lieux mais principalement dans les sanctuaires mariaux de Louda et de Yagma, où une fille, Marie-Rose Kaboré, a affirmé être témoin d'apparitions de la Vierge Marie de 1986 à 1996.
Ces affirmations ont fait l'objet d'une enquête canonique par l'évêque du lieu, Mgr Guirma en 1993 qui l'amène, à la fin de la même année, à reconnaitre les apparitions. Une seconde déclaration en 1995 confirme cette première décision. Cependant, sa décision est contestée par le cardinal Zoungrana du diocèse de Ouagadougou (également lieu d'apparitions). En 1994, Mgr Zoungrana, après avoir établi sa propre commission d'enquête canonique condamne ces présumées apparition (sur le périmètre de son diocèse). Il est suivi en 1996 par Mgr Jean-Baptiste Tiendrebeogo, le nouvel évêque de Kaya, qui prend la succession de Mgr Guirma. Depuis cette date, ces supposées apparitions ne sont plus reconnues par l’Église catholique comme « authentiques ».

## Historique

### Le contexte
Le sanctuaire de Yagma a été fondé par des laïcs locaux en 1967, et dédié à Notre-Dame de Lourdes. Le lieu devient rapidement un centre de pèlerinage marial pour tout le diocèse. Le sanctuaire de Louda, consacré au Cœur immaculé de Marie, est fondé par le Mgr Guirma, au début de son épiscopat, en 1979.
Marie-Rose Kaboré fait partie d'une famille pauvre de 12 enfants. En 1986, elle est catéchumène (se préparant au baptême) et elle étudie au lycée. Elle vit dans la paroisse de Kologh-naba. Son curé, le père Guirma, deviendra l'évêque du diocèse de Yagma.

### Les apparitions
Le 24 juin 1986, Marie-Rose, élève au lycée Newton, déclare « voir une jeune fille » et notifie la directrice de l'établissement que cette « jeune fille » demande que tous les élèves de l'établissement se rendent le dimanche suivant (le 29 juin) au sanctuaire marial de Yagma. Les élèves se rendent sur ce lieu de pèlerinage et le jour dit, le 29 juin, Marie-Rose déclare « revoir la Vierge ». Une autre enfant présente déclare avoir reçu un message de la Vierge : « une pluie abondante tombera sur la région en proie à la sécheresse ». Le lendemain, une averse torrentielle s'abat sur Yagma.
En juin 1988, la voyante annonce que « Yagma sera une cité sainte, un centre de pèlerinage international et que le Pape en personne viendrait bénir cette colline »,.

## Postérité, reconnaissance et contestation

### Marques de reconnaissances ecclésiales
Avant même la reconnaissance canonique des apparitions, les autorités de l’Église catholique ont apporté des marques implicites de reconnaissance à ces événements, comme le premier pèlerinage national au sanctuaire de Yagma en 1989, avec la participation du cardinal Etchegaray, ou celui du 29 janvier 1990 en présence du pape Jean-Paul II.

### La voyante
Le 28 décembre 1991, Marie-Rose est consacrée au Cœur immaculé de Marie. La voyante déclare continuer a bénéficier d'apparitions mariales en 1993 et après la reconnaissance canonique. En 1995 elle s'installe à Ouagadougou, dans la résidence même de l'évêque. Les « messages qu'elle dit recevoir » en grand nombre font de nombreuses références à « la France fille ainée de l’Église ».
D'après René Laurentin, la voyante dérive dans les années 1995, abandonnant la pratique religieuse, ayant des problèmes de mœurs, et sollicitant de plus en plus de dons, demandes relayées par l'évêque qui continue de la soutenir et lui faire confiance. D'après l'auteur, c'est « un cas instructif sur les risques et tentations des voyants », soulignant ainsi le besoin pour les voyants de disposer de « conseils et de guides sûrs » sachant les éclairer dans les oppositions parfois violentes dont ils font l'objet.
Vivant en vase clos, entourée de quelques religieux qui lui sont restés fidèles, la jeune femme continue à déclarer qu'elle reçoit des messages du Ciel, et développe une vie de plus en plus « libre ». Elle meurt le 13 février 2015, âgée de 42 ans, « abandonnée de ses anciens soutiens, dans la plus grande détresse spirituelle et morale ».

### Contestations
À partir de 1995, des rumeurs contestant l’authenticité des faits et la moralité de la voyante se font jour. René Laurentin écrit dans son Dictionnaire des apparitions « qu'aujourd'hui, Marie-Rose n'a plus aucun crédit auprès de l’Église locale » (du fait de dérives postérieures à la reconnaissance canonique). Selon l’auteur, Mgr Guirma, après avoir reconnu officiellement la voyante, s'est laissé influencer par elle et manipuler par la jeune femme.
René Laurentin rapporte que la voyante fait de fréquentes demandes de fonds et de dons en nature « au nom de la Vierge » qui troublent et choquent les correspondants européens. La police elle-même accuse les mœurs de la présumée voyante.

### Position officielle de l’Église catholique
Le 17 février 1993 Mgr Guirma met en place une commission d'enquête canonique. Dans le cadre de cette enquête, la voyante est examinée par le docteur Philippe Loron, neurologue à la Salpêtrière.
Le 20 novembre 1993, l'évêque reconnait officiellement les apparitions et proclame que « la Dame du Ciel et son Fils s'étaient manifestés et se manifestent » au Burkina Faso. Le 30 mai 1995, l'évêque confirme la reconnaissance des apparitions mariales survenues à Louda et Yagma dans une lettre pastorale où il déclare : « En raison des signes qui nous ont  été donnés (...), j’ai reconnu et proclamé à mes diocésains l’authenticité des apparitions de la Vierge Marie à Marie-Rose, ayant eu lieu dans mon territoire à Louda et à Kaya, et par là  même, j’ai reconnu l’authenticité de toutes les apparitions de la Vierge et de son Fils à la petite Marie-Rose partout où elle s’est trouvée, entendu que ces apparitions ne sont pas attachées à un lieu mais à la personne de la petite voyante. »,
.

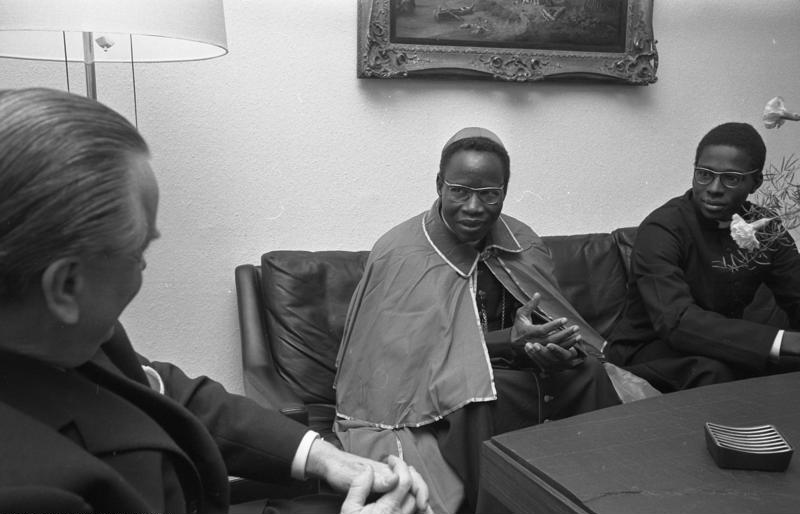
Le cardinal Zoungrana au centre de la photo.

Cependant, le cardinal Zoungrana du diocèse de Ouagadougou considère que Mgr Guirma « outrepasse son pouvoir ordinaire de juridiction en reconnaissant l’authenticité des apparitions partout où la visionnaire se trouve ». Il institue le 15 février 1994 une commission canonique dans son propre diocèse pour étudier les apparitions survenues dans son diocèse, dans le sanctuaire de Yagma. À l'issue du travail de cette commission, le cardinal Zoungrana condamne officiellement les apparitions survenues dans son diocèse, sur le site de Yagma,,.  En mars 1996, Mgr Jean-Baptiste Tiendrebeogo prend la succession de Mgr Guirma dans le diocèse de Kaya. Contrairement à son prédécesseur, il se rallie, dès sa prise de fonction, à la décision de Mgr Zoungrana, et condamne à son tour les présumées apparitions mariales survenues dans son diocèse (dans le sanctuaire de Louda). Si bien que depuis cette date, les apparitions ne sont plus reconnues par l’Église catholique, ni à Louda, ni à Yagma,.
D'après Justine Louis, en 2007, Mgr Guirma n'est pas revenu sur sa décision initiale de reconnaissance. Juistine Louis indique qu'il « soutient toujours la présumée voyante » et continue à transmettre les « messages que la voyante reçoit ».